# Croydon Town Hall
 (septembre 2018).
L'Hôtel de Ville de Croydon est un bâtiment municipal situé à Croydon, un district de Londres. Il est le siège du Croydon Borough Council.

## Histoire
Croydon a eu trois mairies au cours de son histoire. La première a été construite en 1566 ou 1609, et démolie en 1807. Une deuxième a été édifiée en 1808 puis démolie dans le cadre de l'élargissement de la High Street de la ville dans les années 1880. La troisième mairie date de 1895, c'est le bâtiment encore existant.
L'actuel bâtiment de brique rouge, conçu par Charles Henman, a été ouvert en 1896 par Édouard VIII, alors Prince de Galles. Le bâtiment a été entièrement rénové au milieu des années 1980, et est relié à la Croydon Clocktower et au Cinéma David Lean.